# Alex Arancibia
Alex Arancibia Chavez (Santa Cruz de la Sierra, Bolivia; 28 de enero de 1990) es un futbolista boliviano. Juega como guardameta y su actual equipo es Real Tomayapo de la Primera División de Bolivia.

## Trayectoria
Desde los ocho años, Arancibia se formó en la Academia Tahuichi, donde permaneció hasta sus 17 años. En el 2007 conformó la selección boliviana en la categoría Sub-20, donde tuvo buenas actuaciones. Ese mismo año pasó a la filas de Oriente Petrolero. En el 2008 tuvo el debut soñado en el profesionalismo, en La Fecha 4 Del Torneo Clausura Contra Club Aurora 1-0. "Fue un día especial para mí y estoy agradecido con el profesor Victor Hugo Antelo, que confió en mi persona", indicó.
En el 2011 tuvo pocas apariciones y en 2012 fue tomado en cuenta nuevamente como titular en siete partidos.

## Selección nacional
Integró la selección Sub-17 y disputó el Sudamericano Sub-20 de 2009.

## Clubes
| Club                    | País    | Año               |
| ----------------------- | ------- | ----------------- |
| Oriente Petrolero       | Bolivia | 2008 – 2015       |
| Petrolero               | Bolivia | 2015 – 2016       |
| Jorge Wilstermann       | Bolivia | 2016 – 2018       |
| Sport Boys Warnes       | Bolivia | 2019              |
| Aurora                  | Bolivia | 2020              |
| Independiente Petrolero | Bolivia | 2021 - 2022       |
| Universitario de Sucre  | Bolivia | 2022              |
| Real Tomayapo           | Bolivia | 2023              |
| Bolívar                 | Bolivia | 2023              |
| Real Tomayapo           | Bolivia | 2024 - Actualidad |

## Palmarés

### Títulos nacionales
| Título           | Club                    | País    | Año           |
| ---------------- | ----------------------- | ------- | ------------- |
| Primera División | Jorge Wilstermann       | Bolivia | Clausura 2016 |
| Primera División | Jorge Wilstermann       | Bolivia | Apertura 2018 |
| Primera División | Independiente Petrolero | Bolivia | 2021          |